# Mansfield (Washington)
Mansfield è un comune degli Stati Uniti d'America, situato nello Stato di Washington, nella Contea di Douglas.